# Sven Tilly
Sven Uno Tilly, född 26 mars 1897 i Åsele församling i Västerbottens län, död 1 maj 1975 i Lidingö församling i Stockholms län, var en svensk militär.

## Biografi
Tilly avlade officersexamen vid Krigsskolan 1919 och utnämndes samma år till fänrik vid Norrlands artilleriregemente, där han befordrades till löjtnant 1922. Han gick Allmänna artillerikursen vid Artilleri- och ingenjörhögskolan 1921–1922, utbildade sig vid Krigshögskolan 1932–1934 och utnämndes till kapten vid Karlsborgs artilleriregemente 1934, varefter han överfördes till Norrbottens artillerikår 1935, var generalstabsaspirant 1935–1938 och överfördes till Karlsborgs luftvärnsregemente 1938. Åren 1939–1940 var han chef för Luftvärnets officersaspirantskola. Han befordrades till major 1940, var stabschef vid Luftvärnsavdelningen i Arméinspektionen 1942–1944, befordrades till överstelöjtnant 1943 och tjänstgjorde vid Karlsborgs luftvärnsregemente 1944–1946. Åren 1944–1948 tjänstgjorde han vid ambassaden i Helsingfors: som flygattaché 1944–1945 och som försvarsattaché 1946–1948. År 1948 befordrades han till överste, varpå han var chef för Luleå luftvärnskår 1948–1953 och chef för Karlsborgs luftvärnsregemente 1953–1957. Tilly var chef för svenska delegationen i Neutrala nationernas övervakningskommission 1957–1958.

## Utmärkelser
- Riddare av Svärdsorden, 1940.[6]
- Riddare av Nordstjärneorden, 1950.[7]
- Kommendör av Svärdsorden, 11 november 1952.[8]
- Kommendör av första klass av Svärdsorden, 6 juni 1955.[9]